# Рюмшино
Рю́мшино (укр. Рюмшине, крымскотат. Rümşino, Рюмшино) — село в Джанкойском районе Республики Крым, в составе Яснополянского сельского поселения (согласно административно-территориальному делению Украины — Яснополянского сельского совета Автономной Республики Крым).

## Население
| 2001 | 2014 |
| ---- | ---- |
| 246  | ↘136 |

Всеукраинская перепись 2001 года показала следующее распределение по носителям языка
| Язык             | Процент |
| ---------------- | ------- |
| русский          | 80.49   |
| украинский       | 13.82   |
| крымскотатарский | 4.88    |

### Динамика численности
- 1989 год — 348 чел.[10]
- 2001 год — 246 чел.[11]
- 2009 год — 193 чел.[12]
- 2014 год — 136 чел.[13]

## Современное состояние
На 2017 год в Рюмшино числится 3 улицы и территория Кошара Тюп-Алгазы; на 2009 год, по данным сельсовета, село занимало площадь 48,9 гектара на которой, в 50 дворах, проживало 193 человека.

## География
Село расположено на севере района, в присивашской степи, на выступающем в Сиваш полуострове, высота центра села над уровнем моря — 10 м. Ближайшие сёла: Яснополянское в 2,5 километра на юго-восток и Володино в 4 километрах на юго-запад. Расстояние до райцентра — около 36 километров (по шоссе), ближайшая железнодорожная станция — Солёное Озеро — примерно в 25 километрах. Транспортное сообщение осуществляется по региональной автодороге 35Н-181 Рюмшино — Зелёный Яр (по украинской классификации — С-0-10457).

## История
Еврейский переселенческий участок № 20, позже получивший название Леккерт (в честь еврейского революционера Гирша Леккерта) был основан в конце 1920-х годов (на территории Тереклынского сельсовета), к 1940 году село стало центром сельсовета. На подробной карте РККА северного Крыма 1941 года в 20 участке отмечено 42 двора. Вскоре после начала отечественной войны часть еврейского населения Крыма была эвакуирована, из оставшихся под оккупацией большинство расстреляны.
После освобождения Крыма от фашистов в апреле, 12 августа 1944 года было принято постановление № ГОКО-6372с «О переселении колхозников в районы Крыма» и в сентябре 1944 года в район приехали первые новоселы (27 семей) из Каменец-Подольской и Киевской областей, а в начале 1950-х годов последовала вторая волна переселенцев из различных областей Украины. Указом Президиума Верховного Совета РСФСР от 21 августа 1945 года Леккерт был переименован в Балашовку и Леккертский сельсовет — в Балашовский.
В Справочнике «Крымская область — 1968 год», в разделе переименований, записано, что в период с 1954 по 1968 год в Рюмшино (в честь погибшего в белогорских лесах партизанского командира Ивана Павловича Рюмшина) переименован 20-й переселенческий участок. Время включения в Целинный сельсовет пока не установлено: на 15 июня 1960 года село уже числилось в его составе, в 1975 году создан Яснополянский сельсовет, в который вошло. По данным переписи 1989 года в селе проживало 348 человек. С 12 февраля 1991 года село в восстановленной Крымской АССР, 26 февраля 1992 года переименованной в Автономную Республику Крым. С 21 марта 2014 года в составе Крыма аннексировано Россией.